# Nowy Ostrów (województwo warmińsko-mazurskie)
Nowy Ostrów – osada leśna w Polsce położona w województwie warmińsko-mazurskim, w powiecie iławskim, w gminie Iława.
W latach 1975–1998 miejscowość należała administracyjnie do województwa olsztyńskiego.